# Летонска Совјетска Социјалистичка Република
Летонска Совјетска Социјалистичка Република (лет. Latvijas Padomju Sociālistiskā Republika; рус. Латвийская Советская Социалистическая Республика је била једна од република које су сачињавале Совјетски Савез. Успостављена је 21. јула 1940. године, првобитно као марионетска држава Совјетског Савеза. Ускоро су, 17. јуна, на њену територију дошле трупе Црвене армије, у складу с пактом Молотов-Рибентроп. Летонска ССР је званично инкорпорирана у Совјетски Савез 5. августа 1940. године, чиме је постала петнаеста конститутивна република. Територију Латвијске ССР је 1941. године окупирала нацистичка Немачка, да би ју 1944—1945. ослободиле јединице Црвене армије.
Прва слободно изабрана скупштина Летонске ССР обзнанила је Декларацију о „обнови и независности Републике Летоније“, 4. маја 1990. године и преименована у Републику Летонију. Летонија је званично постала независна од Совјетског Савеза 20. августа 1991. године.

## Историја

### Летонска Социјалистичка Совјетска Република
Након пораза Немачке у Првом светском рату и повлачења њених јединица са балтичког подручја, добивеног Миром у Брест-Литовску, Црвени летонски стрелци су уз помоћ Црвене армије, 17. децембра 1918. године, прогласили Летонску Социјалистичку Совјетску Републику.
У пролеће 1919. године, летонске снаге под покровитељством Антанте и немачке паравојне формације Фрајкорпс, покренули су офанзиву против летонских комуниста. Главни град Рига освојен је 22. маја 1919, а територија совјетске републике је после тога обухватала само крајњи источни део Летоније. Летонска совјетска република нестала је почетком 1920. године, под налетом здружених летонских и пољских снага.

### Припајање Совјетском Савезу
Након закључења Споразума Молотов-Рибентроп, августа 1939. године, у којем су Балтичке државе ушле у совјетску интересну сферу, Москва им је, 25. септембра, упутила захтев да допусте Совјетском Савезу изградњу војних база на њиховој територији. Летонска влада је прихватила ултиматум, потписавши споразум 5. октобра 1939. године.
Након упућивања бројних захтева и ултиматума, совјетске трупе су, 16. јуна 1940. године, коначно ушле у Летонију.
Владе балтичких држава сложиле су се да би, у условима тренутне међународне изолације, пружање отпора Црвеној армији било бесмислено крвопролиће, па су одлучиле да не пружају активан отпор. Већина војске балтичких земаља мирно се предала и допустила Црвеној армији да их разоружа.
Следећег месеца проведени су намештени парламентарни избори, на којима су убедљиво победили комунисти. После тога, комунистичка влада је изгласала жељу да се Летонска ССР придружи Совјетском Савезу. Летонија је зваично придружена Совјетском Савезу 5. августа 1940. године. Стара летонска влада наставила је да функционише у егзилу.
Након приступања Летоније Совјетском Савезу, генерал Иван Серов наредио је депортације „антисовјетских елемената из Литве, Летоније и Естоније“. Током ноћи 13./14. јуна 1941. године, 15.424 грађана Летоније депортовано је у логоре и посебна насеља у Сибиру.

### Нацистичка окупација
Након почетка немачке инвазије на Совјетски Савез 22. јуна 1941, немачке снаге су окупирале Ригу 1. јула 1941. године. Одмах након успостављања пронацистичке владе, започео је процес системског елиминисања Јевреја и Рома. До краја 1941, готово сви припадници јеврејске популације у Летонији су истребљени или смештени у логоре смрти. Осим тога, из Аустрије у Чешке је депортовано још 25.000 Јевреја, од којих је за време рата побијено њих 20.000. Укупно је у Летонији за време немачке окупације побијено 80.000 особа, од којих су велика већина били Јевреји.
За време окупације Летоније, дејствовале су две партизанске групе отпора. Једни су били антифашистички борци за независност Летоније, а друга група била је просовјетски оријентисана.

### Послератно стање
До 1944. године, совјетске трупе су поразиле Немце, након чега је совјетска власт у Летонији реинсталирана. Из Летоније је пред Црвеном армијом у иностранство побегло око 130.000 Летонаца. Првих послератних година, вршене су депортације Летонаца за које се сумњало да су претња совјетској власти. Тако је 23. марта 1949. године, из Балтичких земаља у Сибир депортовано око 43.000 „кулака“ и „националиста“. Покренута је и опсежна колективизација.
Пошто је Летонија после рата имала велик број образованих специјалиста и добро развијену инфраструктуру, влада у Москви је одлучила да се на подручју Летоније изграде једне од опремљенијих и напреднијих фабрика. У Летонији је тако изграђена нова индустрија, укључујући и машинеријску фрабрику „РАФ“, неке електротехничке фабрике, те неколико постројења за прехрамбену производњу и обраду нафте.
Пошто није било довољно особља које би управљало целокупном новоизграђеном индустријском структуром, у Летонску ССР доселио се велик број других народа, углавном Руса, што је смањило бројност Летонаца у властитој земљи.
Крајем 1980-их, Михаил Горбачов је покренуо програме реформи, назване Гласност и Перестројка. Већ у лето 1987. године, у Риги су организоване велике демонстрације за независност Летоније. До 1988. године, Балтичким републикама је осигурана већа аутономија, а у Летонији је допуштена упораба старе националне летонске заставе. На демократским изборима у марту 1990. године, 2/3 места у Врховном совјету освојили су кандидати Летонског народног фронта, који су се залагали за независност земље. Четвртог маја, Совјет је прогласио независност републике, која је исти дан променила име у Република Летонија. Влада у Москви није признала незавосност Летоније, него ју је наставила сматрати конститутивном совјетском републиком. Јануара 1991. године, совјетске политичке и војне снаге безуспешно су покушале збацити владу Републике Летоније, окупиравши неке установе у Риги и основавши Комитет народног спаса.
Република Летонија је, 21. августа 1991, прогласила крај прелазног периода и прогласила пуну независност. Совјетски Савез је, 6. септембра 1991. године, званично признао независност Балтичких земаља.

## Контроверзе
Владе Балтичких земаља, Европски суд за људска права и Веће Уједињених нација за људска права, САД и Европска унија сматрају да је Летонија године 1940. била окупирана од стране Совјетског Савеза, што је било одобрено у Споразуму Молотов-Рибентроп. Европски парламент означио је укључивање Балтичких земаља у Совјетског Савеза илегалним чином, што је био један од разлога раног прихватања Балтичких земаља у НАТО савез.

## Функционери Летонске ССР

### Председници
- Председник Президијума врховног совјета
  - Аугустус Кирхенстејнс (25. август 1940—11. април 1952.; у егзилу у Руској СФСР од 1941. до 1944)
  - Карлис Озолинс (11. април 1952—27. новембар 1959)
  - Јанис Калнберзинс (27. новембар 1959—5. мај 1970)
  - Виталијс Рубенис (5. мај 1970—20. август 1974)
  - Петерис Страутманис (20. август 1974—22. јун 1985)
  - Јанис Вагрис (22. јун 1985—6. октобар 1988)
  - Анатолијс Горбуновс (6. октобар 1988—3. мај 1990)
- Председник Врховног совјета
  - Анатолијс Горбуновс (3. мај 1990—6. јул 1993)

### Премијери
- Председник Већа народних комесара
  - Вилис Лацис (25. август 1940. – август 1946.; у егзилу у Руској СФСР од 1941. до 1944)
- Председник Већа министара
  - Вилис Лацис (август 1946—27. новембар 1959)
  - Јанис Пеиве (27. новембар 1959—23. април 1962)
  - Виталијс Рубенис (23. април 1962—5. мај 1970)
  - Јуријс Рубенис (5. мај 1970—6. октобар 1988)
  - Вилнис Бресис (6. октобар 1988—7. мај 1990)[14]